# Panama City Beach Pirates
Panama City Beach Pirates foi uma agremiação esportiva da cidade de Panama City Beach, Flórida.  Disputava a USL Premier Development League.

## História
Fundado em 2007, o Panama City Beach Pirates disputou a PDL entre 2007 e 2015. Em 2010 o clube começou a disputar a competição, porém não a terminou por dificuldades financeiras. O Panamá disputou em 2014 a Lamar Hunt U.S. Open Cup. 

## Estatísticas

### Participações
|  | Participações em 2018 |

| Competição     | Competição               | Temporadas | Melhor campanha     | Estreia | Última | P | R |
| Estados Unidos | Lamar Hunt U.S. Open Cup | 1          | Segunda Fase (2014) | 2014    | 2014   |   | – |